# Либхер – Хаусгерете Марица
„Либхер – Хаусгерете Марица“ ЕООД е българско предприятие за производство на битови електроуреди със седалище в Радиново, община Марица, част от германската група „Либхер“.
„Либхер – Хаусгерете Марица“ е регистрирано на 24 септември 1998 година и със своя завод за хладилници и фризери става основен инвеститор в изграждащата се по това време „Тракия икономическа зона“. Към 2022 година предприятието има обем на продажбите от 583 млн. лева и 2215 служители. 84% от продукцията се изнася в Европейския съюз, а 11% в други страни.